# Haemophilus influenzae
Haemophilus influenzae er en Gram-negativ coccobacillus. Den blev først beskrevet i 1892 af Richard Pfeiffer under en influenzapandemi. Den er medlem af Pasteurellaceae-familien og vokser generelt aerobt, men kan vokse anaerobt.
Man troede til 1933, at H. influenzae var årsag til influenza. Først i 1933 fandt man årsagen. H. influenzae giver andre sygdomme som meningitis (hjernehindebetændelse) og epiglottitis (strubelågsbetændelse).
H. influenzae var den første fritlevende organisme, der fik sekventeret hele sit genom.

## Serotyper
I 1930 blev to slags H. influenzae defineret: den non-kapsulate og den kapsulate form. Der kendes seks typer af kapsulerede H. influenzae: a, b, c, d, e, og f.
Patogenesen af H. influenzae infektioner er ikke fuldt forstået, selv om kapslen type b(Hib) gør bakterien særligt virulent. Kapslen tillader bakterien at være svær for kroppens makrofager at fagocytose, desuden er komplement-medieret lyse hæmmet.
Non-kapsulate former er næsten altid mindre invasive. De kan dog producere et inflammatorisk respons i mennesker. Det kan give symptomer.
De fleste former af H. influenzae lever ofte i deres vært uden at give sygdom, før immunforsvaret er svækket eller efter en virusinfektion.
De er opportunistisk patogene.

## Sygdom
Hos nyfødte og små børn giver H. influenzae type B (Hib) bakteriæmi, lungebetændelse, strubelågsbetændelse og akut bakteriel meningitis samt andre infektioner. Efter indførelsen af vaccinationen er tilfældene af sygdom med Hib dog faldet drastisk.
De non-kapsulate former af H. influenzae kan give øreinfektioner(mellemørebetændelse), øjeninfektioner og bihulebetændelse hos børn, og er associeret med lungebetændelse.

## Diagnose
Diagnosen stilles ved påvisning af bakterien, eksempelvis ved dyrkning. Bakterien kræver NAD og hæmin for at vokse, og derfor kan den dyrkes på chokoladeagar eller omkring en Staphylococcus aureus på blodagar.
Prøvematerialet tages ved fx svælgpodning, ekspektorat, cerebrospinalvæske eller blodprøve.
Polymerase Chain Reaction (PCR) er ofte en bedre metode til at påvise bakterien end dyrkning, da PCR er langt mere specifik. Den er noget dyrere og derfor bruges den ikke så ofte.

## Behandling
Haemophilus influenzae producerer beta-lactamaser og kan samtidig modificere dens penicillin-bindende proteiner. Det gør bakterien resistent overfor penicillin, så ampicillin bruges til behandling.

## Forebyggelse
Infektioner forårsaget af H. influenzae type B kan forebygges med vaccination. Børn vaccineres mod H. influenzae type B i det danske børnevaccinationsprogram når de er 3, 5 og 12 måneder gamle. Vaccinen består af renset kapselpolysakkarid bundet til tetanustoksoid. Vaccinen virker ikke på den non-kapsulate form (da det er kapslen man vaccinerer mod).